# Саут Лима (Њујорк)
Саут Лима (енгл. South Lima) насељено је место без административног статуса у америчкој савезној држави Њујорк.

## Демографија
По попису из 2010. године број становника је 240.
| Група             | 2000.    | 2010.       |
| Белци             | 0 (0,0%) | 228 (95,0%) |
| Афроамериканци    | 0 (0,0%) | 1 (0,4%)    |
| Азијати           | 0 (0,0%) | 2 (0,8%)    |
| Хиспаноамериканци | 0 (0,0%) | 7 (2,9%)    |
| Укупно            | 0        | 240         |